# Festival de Cine Documental de Chiloé
El Festival de Cine Documental de Chiloé es un festival cinematográfico que se celebra anualmente en el archipiélago de Chiloé (Chile) y cuyas obras audiovisuales están enfocadas en el rescate patrimonial, identidad y memoria. Su primera versión tuvo lugar del 15 al 18 de febrero de 2006, teniendo como sedes al Centro Cultural de Castro y al Museo de Arte Moderno Chiloé (MAM Chiloé). Desde su tercera versión, se realiza durante el segundo semestre de cada año, y más específicamente en noviembre o diciembre, mientras que desde dicha versión, cuenta con el apoyo del Consejo Nacional de la Cultura y las Artes.
Además de las actividades asociadas a la proyección de trabajos audiovisuales en competencia, también se realizan un conjunto de actividades complementarias, entre las que se encuentran muestras audiovisuales destinadas a escolares, seminarios para profesores de la zona, presentaciones de películas provenientes de diversas escuelas de cine, una muestra de cine indígena, un taller de cine y una muestra itinerante de cine. En su versión 2011 en tanto, las comunas involucradas en las actividades del certamen fueron Castro (incluyendo las islas Quehui y Chelín), Dalcahue y Chonchi.